# Verenilde S. Pereira
Verenilde Santos Pereira (Manaus, 20 de janeiro de 1956) é uma escritora e jornalista brasileira.

## Biografia
Verenilde Santos Pereira nasceu em Manaus, em 20 de janeiro de 1956. De família pobre, conseguiu uma bolsa de estudos para frequentar o tradicional Colégio Nossa Senhora Auxiliadora depois de impressionar as professoras com uma redação. Em 1975, deu início ao curso de jornalismo na Faculdade de Comunicação da Universidade Federal do Amazonas (UFAM). Pouco antes de se formar, tornou-se repórter do Porantim, primeiro jornal do Brasil dedicado exclusivamente a causa indígena. No início dos anos 1980, juntou-se à OPAN (Operação Amazônia Nativa), grupo dedicado ao trabalho de demarcação de terras e preservação da cultura indígena. Como o grupo, lecionou no seringal Catipari, às margens do rio Purus. De volta à Manaus, trabalhou como repórter nos principais jornais de Manaus, como Jornal do Comércio, A Crítica e A Notícia.
Verenilde S. Pereira mudou-se para Brasília no meio da década de 1980. Foi obrigada a deixar seu estado natal devido à perseguição política sofrida na região de São Gabriel da Cachoeira. Em 1986, em parceria com o jornalista Octávio “Pena Branca” Ribeiro, investigava a ação de mineradoras que invadiam terras indígenas na região. Empresários e políticos locais conseguiram convencer uma juíza local a determinar sua prisão. Liberada depois de quatro dias no cárcere, deixou o local com a ajuda de Álvaro Tukano, seguindo então para Brasília, onde vive até hoje.
Em 07 de janeiro de 2014, a antrópologa Fabiane Borges publicou no site Outras palavras um texto no qual discorre a respeito da trajetória da escritora, especialmente sobre o seu trabalho como jornalista e ativista pelos direitos do povos originários. Segundo Fabiane Borges, a autora "não era somente negra, índia ou indigenista, ela era todos aqueles povos com quem trabalhava. Tinha ultrapassado o paradigma evolucionista da sociedade nacional. Não queria evoluir, nem progredir, nem desenvolver os índios, nem embranquecer. Ela queria toda aquela diferença viva, de preferência bem longe das fábricas, das madeireiras, das hidrelétricas, das monoculturas, que nos idos dos anos 1970 invadiam o norte do país".
Em 14 de dezembro de 2021, em uma live do projeto Literatura das margens, coordenado pelo escritor amazonense Thiago Roney, o professor, pesquisador e crítico literário amazonense Allison Leão, da Universidade do Estado do Amazonas (UEA), fez a primeira exposição crítica e pública sobre a obra de Verenilde Pereira. A live foi intitulada "Era uma vez...tantas marias: leitura de Um rio sem fim, de Verenilde Santos Pereira". Nessa exposição, Leão destaca o caráter inovador e crítico da narrativa da autora e lamenta que a obra, até então, fosse desconhecida do público em geral.
Em 30 de dezembro de 2021, Luana Aguiar, então estudante do Mestrado em Letras e Artes da UEA, em co-autoria com os professores Allison Leão e Márcio Páscoa, publica na Opiniães - Revista dos Alunos de Literatura Brasileira (USP), o primeiro trabalho acadêmico sobre a autora e sua obra, artigo intitulado "Da nascente a foz: itinerário crítico para Um rio sem fim (1988), de  Verenilde Santos Pereira". Nesse artigo, os autores comentam que "contra o discurso de uma historiografia única, eurocêntrica e ocidental [...] a autora desenvolve uma narrativa de forma profunda e perspicaz, de modo a se fazer enxergar e expandir as singularidades das personagens, subvertendo ainda a forma do romance tradicional e os discursos e representações estereotipadas sobre o outro".
Considerada uma das grandes escritoras brasileiras contemporâneas, seu romance Um rio sem fim permaneceu desconhecido por 24 anos. Lançado por uma pequena editora da capital federal, ele ganhou atenção do público a partir de um artigo do pesquisador Rodrigo Simon de Moraes, da Universidade de Princeton. Encantado pelo romance, o pesquisador publicou o texto “Verenilde, pioneira da literatura AfroIndígena” no jornal Folha de S. Paulo Logo depois, levou o romance à historiadora e antropóloga brasileira Lilia Schwarcz, fundadora da editora Companhia das Letras. Verenilde S. Pereira então assinou contrato com a Alfaguara, selo da Companhia das Letra, para relançar Um rio sem fim.
No dia 02 de junho de 2023, a autora fez a conferência de encerramento do XII Seminário de Letras e Artes do Programa de Pós-graduação em Letras e Artes da UEA. Sua conferência se intitulou O que a Literatura, agora, ainda consegue dizer?, e teve como local a Escola Normal Superior da UEA, na cidade de Manaus-AM. O texto dessa conferênciafoi publicado no volume A memória, o luto e a melancolia na arte e na literatura. Em sua fala, a autora diz: "Certamente, não é inédito pensar se a linguagem literária, com sua forma singular de contar o mundo, terá sempre a destreza de acompanhar o ritmo dos fatos mundanos, dos mais simples aos extraordinários, que compõem as alterações e os ineditismos da contemporaneidade com suas tantas inovações e insurgências. São alterações rápidas que podem parecer avassaladoras, espantosas ou aterrorizantes (as armas químicas, a fabricação da inteligência artificial ou as deep webs, por exem plo). Nesse sentido, questiona-se: mas são alterações tão inéditas a ponto de desalojar a literatura de algumas perplexidades fundamentais, deixando-a como uma linguagem inerte, fraca e incapaz de captar as provocações e complexidades de um tempo? O panorama da produção literária teria, agora, apenas um cenário diferente com os mesmos e seculares alicerces? Se assim for, qual o problema? Se a literatura é uma forma de linguagem e a linguagem é a casa do ser, se o ser habita a linguagem, de que maneira tal habitação seria alterada pelos novos flagelos, pelas tecnologias de agora – que surgem como se fossem produzidas por divindades?".
Em 10 de fevereiro de 2025, no Auditório do Instituto Federal de Educação, Ciência e Tecnologia do Amazonas (Ifam), no município de São Gabriel da Cachoeira-AM, foi lançado o documentário Literatura de autoria indígena no Amazonas. O documentário, disponível no canal do PPGLA-UEA no Youtube, traz depoimentos de autores e auoras indígenas do Amazonas, entre as quais se encontra Verenilde Pereira.

## Carreira
Em 1991, Verenilde S. Pereira deu início a um mestrado na Faculdade de Comunicação da Universidade de Brasília. A princípio, pensava estudar as diferentes imagens que a imprensa amazonense produzira sobre os Waimiri-Atroari quando, a partir dos anos 1960, grandes projetos econômicos passaram a se instalar na região, afetando o modo de vida dos indígenas que vivem na margem esquerda do Baixo Rio Negro, entre o norte do Amazonas e o sul de Roraima. Os planos se alteraram quando a escritora, em viagem a Manaus, decidiu produzir, como parte de sua dissertação de mestrado, a narrativa que viria dar origem ao romance Um rio sem fim. Em 1995, defendeu a dissertação com o título de “Uma etno-experiência na comunicação: ‘Era uma vez — Rosa Maria’”, sendo Um rio sem fim um dos capítulos do trabalho.
Um rio sem fim foi lançado em 1998 pela editora Thesaurus, com recursos da própria escritora.
Da mesma maneira, e pela mesma editora, lançou em 2002 o livro de contos Não da maneira como aconteceu.
Em 2009, Verenilde S. Pereira deu início a seu doutorado na mesma Faculdade de Comunicação da Universidade de Brasília. Com orientação da antropóloga argentina Rita Laura Segato, professora emérita da UnB, defendeu em  2013 a tese “Violência e singularidade jornalística: o ‘massacre da expedição Calleri’".
Em 07 de janeiro de 2014, a antrópologa Fabiane Borges publicou no site Outras palavras um texto no qual discorre a respeito da trajetória da escritora, especialmente sobre o seu trabalho como jornalista e ativista pelos direitos do povos originários. Segundo Fabiane Borges, a autora "não era somente negra, índia ou indigenista, ela era todos aqueles povos com quem trabalhava. Tinha ultrapassado o paradigma evolucionista da sociedade nacional. Não queria evoluir, nem progredir, nem desenvolver os índios, nem embranquecer. Ela queria toda aquela diferença viva, de preferência bem longe das fábricas, das madeireiras, das hidrelétricas, das monoculturas, que nos idos dos anos 1970 invadiam o norte do país".
Em 14 de dezembro de 2021, em uma live do projeto Literatura da margens, coordenado pelo escritor amazonense Thiago Roney, o professor, pesquisador e crítico literário amazonense Allison Leão, da Universidade do Estado do Amazonas (UEA), fez a primeira exposição crítica e pública sobre a obra de Verenilde Pereira. A live foi intitulada "Era uma vez...tantas marias: leitura de Um rio sem fim, de verenilde Santos Pereira". Nessa exposição, Leão destaca o caráter inovador e crítico da narrativa da autora e lamenta que a obra, até então, fosse desconhecida do público em geral.
Em 30 de dezembro de 2021, Luana Aguiar, então estudante do Mestrado em Letras e Artes da UEA, em co-autoria com os professores Allison Leão e Márcio Páscoa, publica na Opiniães - Revista dos Alunos de Literatura Brasileira (USP), o primeiro trabalho acadêmico sobre a autora e sua obra, artigo intitulado "Da nascente a foz: itinerário crítico para Um rio sem fim (1988), de  Verenilde Santos Pereira". Nesse artigo, os autores comentam que "contra o discurso de uma historiografia única, eurocêntrica e ocidental [...] a autora desenvolve uma narrativa de forma profunda e perspicaz, de modo a se fazer enxergar e expandir as singularidades das personagens, subvertendo ainda a forma do romance tradicional e os discursos e representações estereotipadas sobre o outro".
Em maio de 2022, o pesquisador Rodrigo Simon de Moraes, da Universidade de Princeton, nos Estados Unidos, publicou no caderno Ilustríssima, no jornal Folha de S. Paulo, o artigo  Verenilde, pioneira da literatura AfroIndígena, chamando a atenção para o romance lançado 24 anos antes. O mesmo pesquisador enviou à historiadora e antropóloga Lilia Schwarcz. Pouco tempo depois, no dia 29 de julho, foi anunciado que Verenilde S. Pereira havia assinado contrato com o selo Alfaguara, do grupo Companhia das Letras, para reedição do romance.
No dia 02 de junho de 2023, a autora fez a conferência de encerramento do XII Seminário de Letras e Artes do Programa de Pós-graduação em Letras e Artes da UEA. Sua conferência se intitulou O que a Literatura, agora, ainda consegue dizer?, e teve como local a Escola Normal Superior da UEA, na cidade de Manaus-AM. O texto dessa conferênciafoi publicado no volume A memória, o luto e a melancolia na arte e na literatura. Em sua fala, a autora diz: "Certamente, não é inédito pensar se a linguagem literária, com sua forma singular de contar o mundo, terá sempre a destreza de acompanhar o ritmo dos fatos mundanos, dos mais simples aos extraordinários, que compõem as alterações e os ineditismos da contemporaneidade com suas tantas inovações e insurgências. São alterações rápidas que podem parecer avassaladoras, espantosas ou aterrorizantes (as armas químicas, a fabricação da inteligência artificial ou as deep webs, por exem plo). Nesse sentido, questiona-se: mas são alterações tão inéditas a ponto de desalojar a literatura de algumas perplexidades fundamentais, deixando-a como uma linguagem inerte, fraca e incapaz de captar as provocações e complexidades de um tempo? O panorama da produção literária teria, agora, apenas um cenário diferente com os mesmos e seculares alicerces? Se assim for, qual o problema? Se a literatura é uma forma de linguagem e a linguagem é a casa do ser, se o ser habita a linguagem, de que maneira tal habitação seria alterada pelos novos flagelos, pelas tecnologias de agora – que surgem como se fossem produzidas por divindades?".
A partir da divulgação, Verenilde S. Pereira passou a participar de uma série de eventos literários no Brasil e no exterior. Em outubro de 2024, participou, ao lado de Conceição Evaristo, do maior festival literário de Portugual, o Fólio, em Óbidos
Em 10 de fevereiro de 2025, no Auditório do Instituto Federal de Educação, Ciência e Tecnologia do Amazonas (Ifam), no município de São Gabriel da Cachoeira-AM, foi lançado o documentário Literatura de autoria indígena no Amazonas. O documentário, disponível no canal do PPGLA-UEA no Youtube, traz depoimentos de autores e auoras indígenas do Amazonas, entre as quais se encontra Verenilde Pereira.
No dia 24 de junho de 2025 a Festa Literária Internacional de Paraty (FLIP) anunciou Verenilde S. Pereira como uma das escritoras convidadas para a edição de 2025.
A nova edição de Um rio sem fim, pelo selo Alfaguara, chegou às livrarias do Brasil no dia 1º de julho de 2025. O livro conta com textos de Ailton Krenak e Conceição Evaristo, e posfácio de Rodrigo Simon de Moraes, que também apresentou o livro para o tradutor Johnny Lorenz, que será responsável pela tradução de Um rio sem fim para os Estados Unidos, com financiamento do Brazil LAB da Universidade de Princeton.

## Publicações
Um rio sem fim (1998, 2025)
Não da maneira como aconteceu (2002)